# 2009 v hudbě
Tento článek obsahuje události související s hudbou, které proběhly v roce 2009.

## Události
- 4. května – koncert skupiny Deep Purple v Praze
- Dne 26. srpna Noel Gallagher, skladatel, kytarista a občasný zpěvák opouští kapelu Oasis, kvůli sporům se svým bratrem Liamem. Skupina dále pokračuje ve tvorbě pod vedením Liama Gallaghera s novým názvem „Beady Eye“.
- 27. listopadu se konal první ročník hudebního festivalu Dead End Festival v Českých Budějovicích.

## Vzniklé skupiny
- Gauč
- Ondřej Hobza
- Big Time Rush
- twenty one pilots

## Vydaná alba

### Česká hudební alba

#### Leden
| Den | Album                    | Umělec                       | Poznámky                 |
| --- | ------------------------ | ---------------------------- | ------------------------ |
| 2.  | Talamus                  | Ryes                         |                          |
| 9.  | Victory                  | DJ NEO                       |                          |
| 9.  | V kapli sv. Anny         | Jan Řepka                    |                          |
| 13. | Animé                    | Animé                        |                          |
| 16. | Bigbít                   | Olympic                      | reedice alba z roku 1986 |
| 19. | Zlaté hity               | Rangers                      |                          |
| 21. | Ty jsi jako já           | Óčko AllStars Band           |                          |
| 26. | Black!                   | Tony Ducháček a Garage       |                          |
| 29. | Pietoso                  | Laco Deczi & Cellula Quintet | reedice alba z roku 1969 |
| 29. | Jazzissimo               | Cellula International        | reedice alba z roku 1981 |
|     | Noc v Oborohu – 20 let   | Oboroh                       | DVD                      |
|     | Fly Away                 | Dub.o.net                    |                          |
|     | Gold                     | Ilona Csáková                |                          |
|     | Gold                     | Petr Muk                     |                          |
|     | To nejsmradlavější z nás | Tchoři                       |                          |

#### Únor
| Den | Album                                   | Umělec                      | Poznámky                                   |
| --- | --------------------------------------- | --------------------------- | ------------------------------------------ |
| 1.  | Indies MG 2007 – 2008                   | různí                       |                                            |
| 9.  | Uvnitř                                  | Michael Foret               |                                            |
| 11. | Balbini Di Praga 2008                   | různí                       |                                            |
| 16. | Líbáš jako bůh (soundtrack)             | různí                       |                                            |
| 17. | Lemura… někdy luzná, jindy hrůzná       | Lenka Vychodilová           |                                            |
| 20. | Zadáno pro film                         | Filmový symfonický orchestr |                                            |
| 21. | XX Live                                 | Do řady!                    | DVD                                        |
| 23. | Twilight of Jesters?                    | Monkey Business             |                                            |
| 23. | Burden                                  | Anyway                      |                                            |
| 27. | Mořská sůl                              | Kamelot                     |                                            |
| 27. | Blues samotářky                         | Eva Olmerová                | DVD                                        |
| 27. | Sám s děvčetem v dešti                  | R. A. Dvorský & Melody Boys |                                            |
| 27. | Underpop Recycled                       | Tichá dohoda                | reedice alba Underpop z roku 1992 s bonusy |
| 28. | Slzy paní Poldi… aneb komerční neúspěch | Vnitřní faktor              |                                            |

#### Březen
| Den | Album                                  | Umělec                      | Poznámky                                                    |
| --- | -------------------------------------- | --------------------------- | ----------------------------------------------------------- |
| 1.  | Karton veverek                         | Wohnout                     |                                                             |
| 2.  | Když ohně zaplanou                     | František Nedvěd            | reedice                                                     |
| 5.  | Chansons                               | Chantal Poullain            |                                                             |
| 5.  | Domácí práce                           | Martin E. Kyšperský a hosté |                                                             |
| 6.  | Beňa & Ptaszek v kriminále             | Luboš Beňa a Matěj Ptaszek  |                                                             |
| 7.  | Karel Kryl Revival 2009                | Missa                       |                                                             |
| 12. | So Low                                 | Jiří Burian                 |                                                             |
| 13. | Okamžik                                | Spleen?                     |                                                             |
| 13. | To nejlepší                            | Karel Kryl                  | reedice                                                     |
| 16. | Naživo                                 | Mig 21 & Lelek Orchestra    |                                                             |
| 16. | Drtivé jistoty                         | Jan Burian                  | reedice alba z roku 2003 původně vydaného vlastním nákladem |
| 17. | Až přiletí tučňák                      | FruFru                      | v mp3 již 5. března                                         |
| 17. | Tanecudna                              | Hodně podně                 |                                                             |
| 18. | Erase                                  | Narcotic Fields             |                                                             |
| 18. | Měsíční dítě                           | Folk Team                   | DVD+2CD                                                     |
| 18. | 60 – Jazz na Hradě                     | Emil Viklický               |                                                             |
| 26. | Nejsou malý věci                       | Laura a její tygři          |                                                             |
| 30. | Postelový scény                        | Sto zvířat                  |                                                             |
| 30. | Sado Disco                             | Cocotte Minute              |                                                             |
| 30. | The Roads                              | The Roads                   |                                                             |
| 30. | Do You Like My Shit?                   | Airfare                     |                                                             |
| 30. | Sunflower Caravan                      | Sunflower Caravan           |                                                             |
| 31. | KanibaLOVE                             | Prohrála v kartách          |                                                             |
|     | A Bit                                  | Model Bazaar                |                                                             |
|     | Ziegether                              | Michal Müller               |                                                             |
|     | Elevn                                  | Nana Zorin                  |                                                             |
|     | The Best Of – Live In Retro Music Hall | BSP                         | CD + DVD                                                    |
|     | Duety + Bonus/2009                     | Karel Gott a Lucie Bílá     |                                                             |
|     | To nejlepší                            | Moravanka                   | 4CD                                                         |
|     | Závist                                 | Irish Dew                   | reedice se dvěma bonusy                                     |

#### Duben
| Den | Album                                  | Umělec                    | Poznámky                                          |
| --- | -------------------------------------- | ------------------------- | ------------------------------------------------- |
| 1.  | Desperanto                             | Xavier Baumaxa            |                                                   |
| 1.  | One Nation Under God                   | Onset                     |                                                   |
| 1.  | Cajk                                   | Crossband                 |                                                   |
| 1.  | Blázni umírají nadvakrát               | AG Flek                   | reedice                                           |
| 1.  | Dohrála hudba                          | AG Flek                   | reedice                                           |
| 2.  | Evolution                              | Evolution Dejavu          |                                                   |
| 3.  | Koňské Síly                            | Houpací koně              | 2CD                                               |
| 4.  | Garden Of Wishes                       | Negative Face             | 4. dubna v mp3, 24. dubna na CD                   |
| 4.  | Machochistaan                          | Status Praesents          |                                                   |
| 6.  | Mythematica                            | Mythematica               |                                                   |
| 8.  | Do You Like My Shit?                   | Airfare                   |                                                   |
| 8.  | Pouhá chemie                           | Lety mimo                 | 8. dubna v mp3, 17. dubna jako CD                 |
| 9.  | Autoportrét                            | UDG                       |                                                   |
| 10. | Millions of Figurines                  | Crashpoint                |                                                   |
| 10. | Key To Space Love                      | Galactic Industry         |                                                   |
| 10. | Joy For Joel                           | Beata Hlavenková          |                                                   |
| 10. | Komplet                                | Ota Petřina a Super–robot | 2CD                                               |
| 10. | Pop galerie                            | Naďa Urbánková            |                                                   |
| 13. | Studánko, Rubínko                      | Hradišťan                 | v mp3 vyšlo už 21. března 2009                    |
| 13. | Sambista                               | Tam-Tam Orchestra         |                                                   |
| 16. | Aven Romale                            | Gipsy.cz                  | dvoupísničkový singl (Aven Romale a Do You Wanna) |
| 16. | Everyone Is Burning                    | Nierika                   |                                                   |
| 17. | P+P                                    | Rákoss                    |                                                   |
| 20. | Tanec sekyr                            | WWW                       |                                                   |
| 20. | S maskou lidumila                      | Němá barikáda             |                                                   |
| 20. | …a život běží dál                      | Wabi Daněk                |                                                   |
| 20. | První poslední                         | Lucie Redlová             |                                                   |
| 24. | Restart                                | Inflagranti               |                                                   |
| 24. | Živě v Československu 1969             | Karel Kryl                |                                                   |
| 24. | Když muž se ženou snídá (hity 90. let) | Karel Gott                | DVD                                               |
| 24. | Hry                                    | Semafor                   |                                                   |
| 24. | Vzpomínky – Film & Muzikál             | Petra Janů                |                                                   |
| 24. | Paběrky a pamlsky                      | Hana Hegerová             | reedice alba Paběrky doplněná bonusy (2CD)        |
| 24. | Sme len hostia na zemi                 | Tady To Máš               |                                                   |
| 24. | Box                                    | Katapult                  | 6CD                                               |
| 24. | Muzikál a film                         | Petr Muk                  |                                                   |
| 27. | Hvězdy mého života                     | Jiří Zmožek               |                                                   |
| 27. | Tak šťastnou cestu                     | Marcel Zmožek             |                                                   |
| 27. | Blázen tančí dál                       | Pavlína Jíšová & přátelé  |                                                   |
| 27. | Moravský folk v Lucerně                | různí                     |                                                   |
| 27. | 44 Thousand Actors In 16 Flats         | U-Prag                    |                                                   |
| 30. | Dogma                                  | XIII. století             |                                                   |
| 30. | Temný stránky                          | Enter                     |                                                   |
| 30. | Bar Marie                              | …a vůbec!                 |                                                   |
|     | Hogo pogo!                             | Volant                    |                                                   |
|     | Marakana nikdy víc!                    | VHS                       |                                                   |
|     | Rajská zahrada                         | Nohama nad zemí           |                                                   |

#### Květen
| Den | Album                                            | Umělec                                    | Poznámky                                  |
| --- | ------------------------------------------------ | ----------------------------------------- | ----------------------------------------- |
| 4.  | Moderat                                          | Moderat                                   |                                           |
| 4.  | Spas!                                            | Allstar Refjúdží Band                     |                                           |
| 6.  | Chcete rokenrooool??!!                           | Nahoru po schodišti dolů band a Schodiště | DVD                                       |
| 6.  | PNS vs. Society Parasites                        | P.N.S. a Society Parasites                |                                           |
| 11. | Přituhuje                                        | Žamboši                                   |                                           |
| 11. | Poprvé & Jarek a Amadeus                         | Jaromír Nohavica                          | DVD se dvěma dokumentárními filmy         |
| 11. | Souhvězdí Santini                                | Pavel Fajt a Václav Cílek                 |                                           |
| 15. | Recollection (Haydn Songs)                       | Martina Janková                           |                                           |
| 15. | Best Of                                          | Plexis                                    |                                           |
| 20. | Půlpes                                           | Jablkoň                                   |                                           |
| 22. | MGKK Telepathy                                   | Sunshine                                  |                                           |
| 22. | Hobojové koncerty                                | František Hanták                          |                                           |
| 22. | My to spolu táhnem dál                           | Václav Neckář                             | reedice desky s osmi bonusy               |
| 22. | Robert Křesťan a Druhá tráva                     | Robert Křesťan a Druhá tráva              | reedice prvního alba z roku 1991 s bonusy |
| 23. | Čert ho vem                                      | Funkce šroubu                             |                                           |
| 25. | Ztráty a nálezy                                  | Karel Černoch                             |                                           |
| 25. | Na dosah – part I                                | the.switch                                |                                           |
| 25. | Tajně                                            | Klára                                     |                                           |
| 25. | Retro                                            | Tereza Kerndlová                          | reedice                                   |
| 29. | Tři fragmenty z opery Juliette                   | Bohuslav Martinů                          |                                           |
| 29. | Risonanza. Česká hudba pro hoboj, harfu a klavír | Jan Hanuš, Petr Eben, Pavel Haas          |                                           |
| 29. | Serenade                                         | Radek Baborák                             |                                           |
| 29. | 70 hitů                                          | Karel Gott                                | 3CD                                       |
| 29. | Všechno nejlepší                                 | Karel Zich                                | 2CD                                       |
|     | 13 flaku od Kataku                               | Katapult                                  |                                           |
|     | CZ Ramones Tribute                               | různí                                     |                                           |
|     | Tribut NVÚ 20 let                                | různí                                     |                                           |

#### Červen
| Den | Album                                  | Umělec                                      | Poznámky |
| --- | -------------------------------------- | ------------------------------------------- | -------- |
| 1.  | Schizzover                             | Rhodian                                     |          |
| 2.  | Svině                                  | Svině                                       |          |
| 2.  | Svou cestou                            | RV-4                                        |          |
| 5.  | Muzikál & Film                         | Jiří Korn                                   |          |
| 5.  | Podtrženo/sečteno                      | Nežfaleš                                    |          |
| 7.  | V Lucerně                              | Jaromír Nohavica                            | CD + DVD |
| 8.  | Nigredo                                | Daniel Landa                                |          |
| 8.  | Koncert                                | AG Flek                                     | DVD      |
| 8.  | Lanugo                                 | Lanugo                                      |          |
| 8.  | Hlavolam                               | David Deyl                                  |          |
| 9.  | Dům slzí                               | Cermaque                                    |          |
| 9.  | Voní                                   | Zrní                                        |          |
| 10. | Chárone, ty si nás převez…             | Totální nasazení                            | DVD      |
| 12. | Pověsti českých hradů a zámků          | Čechomor a Barbora Hrzánová                 |          |
| 12. | Šach Mat                               | Ondřej Soukup                               |          |
| 13. | 07&08                                  | Zeměžluč                                    |          |
| 15. | Poslední zhasne                        | Původní Bureš                               |          |
| 15. | Největší hity                          | Leona Machálková                            |          |
| 19. | Proměny                                | Eva Pilarová                                |          |
| 19. | Své banjo odhazuji v dál               | Jiří Grossmann                              | reedice  |
| 20. | Šémhamforáš                            | Gambrz Reprs                                |          |
| 22. | Ta krysa má zuby natřené prudkým jedem | Bob Saint-Claire                            |          |
| 24. | Lesní zvěř                             | Lesní zvěř                                  |          |
| 25. | Blues Bazzar                           | Richard Kroczek, Pepa Streichl & Truc Blues |          |
| 26. | Malé písně do tmy                      | Bratři Ebenové                              | reedice  |
| 26. | Tichá domácnost                        | Bratři Ebenové                              | reedice  |
| 29. | The Chronicle Of Fear                  | Depressive Disorder                         |          |
|     | Čarodějky                              | Çava                                        |          |
|     | Original Cliché                        | Magma Hotel                                 |          |

#### Červenec
| Den     | Album                          | Umělec                  | Poznámky    |
| ------- | ------------------------------ | ----------------------- | ----------- |
| 5.      | Kašpárek navždy                | Kašpárek v rohlíku      |             |
| 7.      | Homolka Tobolka                | Honza Homola            |             |
| 8.      | Valerij Dubjanin               | Jindra Holubec          |             |
| 8.      | Otlučená srdce                 | Roman Dragoun           | CD + DVD    |
| 9.      | Underworld music               | Burana Orchestr         |             |
| 11.     | Kde jsme zůstali/Je to vono    | Lesík Hajdovský         | reedice alb |
| 16.     | Bestie Off 1999–2009           | Deratizéři              |             |
| 20.     | Když já byl ještě malý klouče… | Petr Skoumal            | DVD         |
| 20.     | Valmez 2009                    | různí                   |             |
| 24.     | Eve Quartet                    | Eve Quartet             |             |
| 25. 27. | H.P.T.N. Čas                   | Mike Trafik Cosmic crew |             |

#### Srpen
| Den | Album                                          | Umělec                 | Poznámky              |
| --- | ---------------------------------------------- | ---------------------- | --------------------- |
| 13. | O dřevě / Folkové prázdniny 2008 / About Wood  | různí                  |                       |
| 14. | Mé písně – Zlatá albová kolekce 36CD           | Karel Gott             |                       |
| 21. | Přátelství na n-tou – Best of 3                | Petr Novák             | 2CD                   |
| 21. | Jižanský rok                                   | Michal Tučný           | reedice s bonusy      |
| 21. | Když ti svítí zelená                           | Olympic                | reedice (Zlatá edice) |
| 27. | Ztracený ve světě: A Tribute to Oldřich Janota | různí a Oldřich Janota |                       |
| 28. | Fighting The Demons Within                     | River Jordan           |                       |
| 28. | Proměny / Všechno nejlepší                     | Eva Pilarová           | DVD                   |

#### Září
| Den | Album                             | Umělec                               | Poznámky  |
| --- | --------------------------------- | ------------------------------------ | --------- |
| 2.  | Zatím dobrý                       | Spirituál kvintet                    |           |
| 7.  | Takovej ten, s takovou tou…       | Zdeněk Svěrák a Jaroslav Uhlíř       |           |
| 9.  | Klenot                            | Vypsaná fiXa                         |           |
| 9.  | Viva la Revolución                | Rybičky 48                           |           |
| 9.  | Tři tvoří společnost              | Devítka                              |           |
| 10. | Sen o životě                      | V.O.H.                               |           |
| 12. | I.                                | Uraggan Andrew & The Reggae Otrhodox |           |
| 14. | Akusticky v Karlíně               | Petr Kolář                           | 2CD + DVD |
| 14. | Hlava v oblacích                  | Abraxas                              |           |
| 14. | Já za Tebou dál budu stát         | Jakub Smolík                         |           |
| 15. | Ještě jednou                      | Street69                             |           |
| 18. | Hobousárny                        | Miki Ryvola a Wabi Ryvola            | 2CD       |
| 19. | Milá má                           | Upland                               |           |
| 23. | I Saw White Fields                | Kill The Dandies!                    |           |
| 25. | 1969–1989 Alba & singly & bonusy  | Blue Effect                          | Box 9 CD  |
| 25. | Unikáty + Dobře placená procházka | Semafor                              | DVD       |
| 28. | Helena Live                       | Helena Vondráčková                   | CD + DVD  |
| 30. | Pocta Zuzaně Navarové             | Nerez & Klára Vytisková              |           |
|     | Alko alkohol                      | Brutus                               |           |
|     | Jako říční proud                  | Milan Valenta                        |           |

#### Říjen
| Den | Album                                     | Umělec                                            | Poznámky  |
| --- | ----------------------------------------- | ------------------------------------------------- | --------- |
| 2.  | Sbohem lásko…                             | Waldemar Matuška                                  | 3CD       |
| 2.  | Blues ze Staré Pekárny č. 4               | různí                                             |           |
| 5.  | James Cole je Kapitán Láska               | James Cole                                        |           |
| 5.  | Soft Collection                           | Support Lesbiens                                  |           |
| 8.  | Slet bubeníků 08                          | různí a Pavel Fajt                                | DVD       |
| 10. | Takhle jsme válčili, když nám bylo dvacet | S.P.S.                                            | DVD       |
| 12. | Hlavní uzávěr splínu                      | Tomáš Klus                                        |           |
| 12. | Kudykam                                   | Petr Hapka a Michal Horáček                       |           |
| 12. | Myjau                                     | Květy                                             |           |
| 14. | Rozhodně nečekejte sex                    | Poslední výstřel                                  |           |
| 14. | Svlíkněte se!                             | Unifiction                                        | DVD       |
| 15. | Se slepým kocourem                        | Pláče kočka                                       |           |
| 16. | Kouzlo                                    | Petra Janů                                        |           |
| 16. | Největší hity 2                           | Jiří Suchý a Jiří Šlitr                           |           |
| 19. | Sečteno podtrženo                         | Škwor                                             |           |
| 22. | Klezmer všeho druhu                       | Klec                                              |           |
| 23. | Dream                                     | –123 min.                                         |           |
| 23. | Beatová síň slávy                         | Tři sestry, Synové výčepu a Visací zámek          |           |
| 25. | O ženských a chlapech, slimákovi a cibuli | Kacu!                                             |           |
| 26. | Virtuální                                 | Ewa Farna                                         |           |
| 26. | Strict Joy                                | The Swell Season (Glen Hansard a Markéta Irglová) |           |
| 26. | Napořád                                   | Michal Hrůza a Kapela Hrůzy                       |           |
| 26. | Virtuálky                                 | Jaromír Nohavica                                  | mp3 album |
| 26. | Best Of / 20 let na scéně                 | Kamil Střihavka                                   |           |
| 27. | Tajemstvi Lotopu                          | Vladivojna La Chia                                |           |
| 30. | Pověsti slezských hradů a zámků           | Čechomor, Ewa Farna a Radek Pastrňák              |           |
| 30. | Černý páv                                 | Hana Zagorová                                     |           |
| 30. | Duety                                     | Jiří Korn                                         |           |
| 30. | Opereta & Muzikál                         | Václav Hybš                                       |           |
| 31. | Atomic Boogie                             | Degradace                                         |           |
|     | Svět asi už nic nespasí                   | Bačaračičevapčiči                                 |           |
|     | Lesní směs                                | Martin Rous                                       |           |
|     | Let č. 20                                 | Svítání                                           |           |

#### Listopad
| Den | Album                        | Umělec                                                 | Poznámky                                 |
| --- | ---------------------------- | ------------------------------------------------------ | ---------------------------------------- |
| 1.  | Amen                         | Krucipüsk                                              |                                          |
| 2.  | Platinová kolekce            | Jaromír Nohavica                                       | reedice alb Doma a V Lucerně             |
| 2.  | Pecka vedle pecky            | Zatrest                                                |                                          |
| 2.  | Zkus zapomenout              | Holki                                                  |                                          |
| 2.  | Doma nejlíp                  | NO PAN!C                                               |                                          |
| 3.  | Závišova devátá              | Záviš                                                  |                                          |
| 6.  | Nikdy nebo navždy            | NVÚ                                                    |                                          |
| 6.  | Největší hity – Live         | Věra Špinarová a Adam Pavlík Band                      | CD + DVD                                 |
| 9.  | Jsem                         | Aneta Langerová                                        |                                          |
| 9.  | Stopy                        | Marie Rottrová                                         |                                          |
| 9.  | Bang Bang                    | Lucie Bílá                                             |                                          |
| 9.  | Somos Los Perdidos           | Los Perdidos                                           |                                          |
| 9.  | Hvězdné duety                | Dalibor Janda                                          |                                          |
| 11. | Mlsná                        | Divokej Bill                                           |                                          |
| 12. | Tapas                        | BraAgas                                                |                                          |
| 13. | Ostrava 1967–1969            | Karel Kryl                                             |                                          |
| 15. | Samomluva                    | Katas                                                  |                                          |
| 16. | Pohledy do duše              | Marek Ztracený                                         |                                          |
| 16. | Aven bachtale                | Ida Kelarová a Dužda (Dežo) Desiderius a Jazz Famelija |                                          |
| 16. | The Best Of                  | Lucie                                                  | 2CD + DVD                                |
| 16. | 50 minut pro tebe            | Tereza Kerndlová                                       | taneční DVD                              |
| 17. | Hastrmans, Tatrmans & Bubáks | Midi lidi                                              |                                          |
| 17. | Indies Scope 2009            | různí                                                  |                                          |
| 20. | Tomáš Hanák                  | Tomáš Hanák                                            |                                          |
| 20. | Magorova Summa               | Agon Orchestra & Ivan Martin Jirous                    |                                          |
| 20. | V kokonů svršků sám v lůžku  | Kvartet Dr. Konopného & Radomil Uhlíř                  |                                          |
| 20. | Libido Trip                  | NTS                                                    |                                          |
| 20. | Déja vu (1976–1987)          | Vladimír Mišík a Etc…                                  | reedice prvních čtyř alb v jednom boxu   |
| 20. | Pop galerie                  | Jiří Štědroň                                           |                                          |
| 20. | Pop galerie                  | Petra Černocká                                         |                                          |
| 23. | Teorie morfické rezonance    | Kurtizány z 25. avenue                                 |                                          |
| 23. | Zůstáváš tu se mnou          | Helena Vondráčková                                     |                                          |
| 23. | Best Of                      | Marta Jandová & Die Happy                              |                                          |
| 23. | Hledá se žena                | Mandrage                                               |                                          |
| 23. | For Semafor                  | různí (a Jiří Šlitr a Jiří Suchý)                      |                                          |
| 23. | DVD & CD 1989–2009           | J.A.R.                                                 | CD + DVD                                 |
| 24. | Pif haf mňau                 | Terezie Palková                                        |                                          |
| 24. | Zpátky do dnů (Best Of)      | PSH                                                    |                                          |
| 27. | Po čertech velkej koncert    | Kabát                                                  | 2CD + 2DVD, limitované edice rozsáhlejší |
| 30. | Heidisky                     | Heidi Janků                                            |                                          |
| 30. | Projdeme se po zoo           | Jiří Bílý                                              | CD + zpěvník                             |
| 30. | Antiethanol Párty No. 1      | Maxim Turbulenc                                        |                                          |
| 30. | Vánoce hrajou glórijá        | Petr Kotvald                                           |                                          |
| 30. | Šťastné a veselé             | Dara Rolins                                            |                                          |

#### Prosinec
| Den | Album                                   | Umělec                                   | Poznámky                  |
| --- | --------------------------------------- | ---------------------------------------- | ------------------------- |
| 1.  | Javory Beat                             | Hana a Petr Ulrychovi (Javory)           |                           |
| 4.  | Malý kousek nad zemí                    | Cimbal Classic                           |                           |
| 5.  | Ave Agony                               | Vanessa                                  |                           |
| 5.  | Odvážní Bobříci                         | Odvážní Bobříci                          |                           |
| 5.  | Kompletní tvorba                        | Pro pocit jistoty                        | 2CD                       |
| 5.  | Absorb                                  | Dying Passion                            | 2CD                       |
| 7.  | Box                                     | Chinaski                                 |                           |
| 11. | Esence                                  | Esence                                   |                           |
| 12. | Horizonty                               | BPM                                      |                           |
| 12. | Zabijačka sobotní noci                  | Atari Terror a the.switch                | DVD                       |
| 13. | Ježíšku panáčkuj!                       | Kašpárek v rohlíku                       |                           |
| 14. | …a ten Clintn, on mi hýkal              | Xavier Baumaxa                           |                           |
| 14. | Vánoční edice                           | Olats otesoc                             |                           |
| 15. | Z hvězdy vyšlo slunce                   | Hradišťan a Filharmonie Brno a Kantiléna |                           |
| 15. | Kazety                                  | Kazety                                   |                           |
| 17. | Split kontrakultura                     | Ucházím a Black Spirit Rose              |                           |
| 17. | Zločin bez trestu                       | Climax                                   |                           |
| 18. | Na dosah – part II                      | the.switch                               |                           |
| 21. | Dokud běžíš / Dopis španělské princezně | Květy                                    | SP                        |
| 22. | Kapitán města                           | Kapitán města                            |                           |
| 23. | Maska za maskou                         | The Plastic People of the Universe       |                           |
| 23. | Human Writes                            | Hi-Def & DJ Wich                         |                           |
| 23. | Owes & Vows                             | Lu                                       |                           |
| 26. | Prášek proti smrti                      | Dukla Vozovna                            |                           |
| 27. | Life Is Pretty Much…                    | Gang Ala Basta                           |                           |
|     | New Word In The Dictionary              | Duende                                   |                           |
|     | Embenga yemba                           | Nsango malamu                            |                           |
|     | 25. narozeniny                          | Futurum                                  | 2CD                       |
|     | 25. narozeniny                          | Futurum                                  | DVD                       |
|     | Když ticho zpívá                        | Iveta Bartošová                          | CD pro prodej v trafikách |
|     | Kdyby zítra…                            | Mošny                                    |                           |
|     | Never Ending Sorry                      | Disharmonici                             |                           |
|     | Live & Co se nevešlo                    | Hradišťan                                | reedice                   |
|     | Vrať mi klíč                            | Špunt                                    |                           |

### Zahraniční alba
- Animal - Ke$ha
- .Evolution – Gabba Front Berlin a Rotello (EP)
- Sounds of the Universe – Depeche Mode
- 21st Century Breakdown – Green Day
- Billy Talent III – Billy Talent
- Celebration – Madonna
- Cult of Static – Static-X
- Humbug – Arctic Monkeys
- I Look to You – Whitney Houston
- No Sacrifice, No Victory – HammerFall
- Rebelution – Pitbull
- Polaris – Stratovarius
- Relapse – Eminem
- She Wolf – Shakira
- The Catalogue (Der Katalog) – Kraftwerk
- The E.N.D. – The Black Eyed Peas
- The Eternal – Sonic Youth
- The Fall – Norah Jones
- The Mike Oldfield Collection 1974–1983 – Mike Oldfield
- Tonight: Franz Ferdinand – Franz Ferdinand
- Twist the Truth – Lene Marlin
- xx – The xx
- Made in Hong Kong – Nightwish
- Battle for the Sun – Placebo
- If On A Winter´s Night – Sting
- Quiet Nights – Diana Krall
- Aurora – Avishai Cohen
- Big Neighbourhood – Mike Stern
- Echo – Glory of Gabrieli – (Canadian Brass)
- Swing That Music – A Tribute to Louis Armstrong – (Canadian Brass)
- Hamada – Nils Petter Molvær
- The Curse of the Antichrist – Live in Agony – Destruction
- Apeiron – WelicoRuss
- Awake – Skillet
- Waste Management – t.A.T.u.
- ⊿ – Perfume
- "Platinum 9 DISC" - Morning Musume

## Domácí hity
- „Cyráno“ – Kryštof
- „Pokoj v duši“ – Jana Kirschner
- „Napořád“ – Michal Hrůza
- „Ty jsi jako já“ – Očko Allstars
- „Teď hned“ – David Deyl
- „Láska umí víc“ – Lucie Vondráčková
- „Hledá se žena“ – Mandrage
- „Na naá nááá“ – Chinaski No Name
- „Pohádky“ – Marek Ztracený
- „O šťastí“ – No Name
- „Anděl“ – Xindl X
- „Ve dvou se to táhne líp“ – Divokej Bill Čechomor
- „Je to zlý“ – Marek Ztracený
- „Vesmíru“ – Tomáš Klus
- „V bezvětří“ – Aneta Langerová
- „Životní“ – Support Lesbiens
- „Malá díra v hlavě“ – Daniel Landa
- „Akorát“ – David Deyl
- „Príbeh“ – Tina ft. Rytmus
- „Stonka“ – Kristína
- „V tichu“ – Katarína Knechtová
- „Globální oteplování“ – Nightwork
- „Tento song“ – Miro Žbirka, Magda Šalamounová
- „Do You Really Wanna Know“ – Verona
- „Píseň labutí“ – Hrůza, Knechtová
- „Toužím“ – Ewa Farná
- „Mám chuť na niečo chladené“ – Tina
- „Who Killed My Libido“ – Monkey Business
- „Big Boy“ – Marta Jandová
- „Hry o nás“ – David Deyl
- „Levná instituce“ – Marek Ztracený
- „Seas“ – Support Lesbiens
- „Fur Immer Jung“ – Bushido ft. Karle Gott
- „Príbeh nekončí“ – Česko Slovenská Superstar

## Úmrtí
- 5. ledna – Jiří Šindelář, baskytarista skupiny Katapult (* 1949)
- 20. ledna – David Newman, americký saxofonista (* 1933)
- 9. února – Orlando „Cachaíto“ López, kubánský jazzový kontrabasista (* 1933)
- 24. února – Svatopluk Havelka, hudební skladatel a pedagog (* 1925)
- 11. února – Pavel Novák, zpěvák a skladatel (* 1944)
- 6. dubna – Mari Trini, španělská zpěvačka (* 1947)
- asi 9. dubna – Arnošt Pátek, zpěvák (* 1955)
- 30. května – Waldemar Matuška, zpěvák (* 1932)
- 3. června – Koko Taylor, americká bluesová zpěvačka (* 1928)
- 25. června – Michael Jackson, americký zpěvák, herec, choreograf a skladatel (* 1958)
- 13. srpna – Les Paul, americký jazzový kytarista, vynálezce, průkopník vývoje elektrické kytary (* 1915)
- 18. srpna – Milan Slavický, hudební skladatel, hudební vědec a pedagog (* 1947)
- 19. srpna – Josef Chuchro, violoncellista a pedagog (* 1931)
- 16. září – Filip Nikolic, francouzský herec a zpěvák, člen skupiny 2Be3 (* 1974)
- 5. října – Ivan Poledňák, hudební vědec a publicista (* 1931)
- 13. října – Al Martino, americký zpěvák a herec italského původu (* 1927)
- 5. listopadu – Stella Májová, herečka a zpěvačka (* 1923)
- 2. prosince – Eric Woolfson, britský hudebník, bývalý člen skupiny The Alan Parsons Project (* 1945)
- 20. prosince – Brittany Murphyová, americká herečka a zpěvačka (* 1977)